# Rio Vardar
O rio Vardar (em macedônio/macedónio: Вардар; em grego: Βαρδάρης; romaniz.: Vardárīs) ou Áxio (em grego: Αξιός; romaniz.: Axiós) é um rio da Macedónia do Norte e da Grécia. É o maior e mais longo rio da Macedônia do Norte e o segundo da Grécia. 

## Geografia
O rio era chamado de Áxio na Antiguidade. O nome Áxio provavelmente é de origem macedônia, significando "(rio) dos cortadores de madeira".
O Áxio era a fronteira entre a Macedônia do Norte, ao sul, e a Peônia, ao norte, sendo uma barreira entre as duas regiões.
Durante o Império Romano Tardio seu nome foi mudado para Bardário, do qual veio o nome atual, Vardar, provavelmente derivado de uma palavra genérica na antiga língua da Dardânia.
No verão de 2017, os governos da Sérvia e da Grécia apresentaram um projeto de construção de um canal para unir o rio Danúbio ao mar Egeu através do rio Vardar e do rio Morava. Este canal teria 651 km e custaria 17.000 milhões de euros de investimento.

## Mitologia
O herói Asteropeu, personagem da Ilíada, era neto do rio Áxio: ele era filho de Pélego, filho de Áxio e Peribeia, a filha mais velha de Acessameno. Asteropeu lançou duas lanças contra Aquiles e o feriu com uma delas, porém foi morto na batalha corpo-a-corpo.
Laofonte, filho de Peão com a ninfa Cleômedes, filha de Áxio, veio junto com Asteropeu lutar na Guerra de Troia pelos troianos, e foi morto por Meríones.